# Charles Hubert Le Blond
Charles Hubert Le Blond, né le 21 novembre 1883 à Celina et mort le 30 décembre 1958 à Saint Joseph est un prélat catholique américain. De 1933 à 1956, il est l'évêque du diocèse de Saint Joseph. 

## Biographie
Le 21 novembre 1883, à Celina, en Ohio, Charles McGinley et Anne Marie Le Blond donnent naissance à Charles. Ce dernier fait partie d'une fratrie de trois enfants. Entre 1886 et 1890, Charles McGinley est membre de la Chambre des représentants de l'Ohio.
La famille Le Blond déménage à Cleveland tandis que Charles a cinq ans. Enfant, il fréquente l'école paroissiale de la cathédrale Saint-Jean-l'Évangéliste de Cleveland. Il se rend ensuite au Lycée Saint-Ignace et reçoit son diplôme en 1903. Le Blond se prépare à la prêtrise au sein du Séminaire Sainte-Marie de Cleveland. 

### Prêtrise
Le 29 juin 1902, Le Blond est ordonné prêtre pour le diocèse de Cleveland. Pendant deux ans, il est le vicaire de la Cathédrale Saint-Jean. En 1911, il est nommé directeur du Centre Saint-Antoine. De 1912 à 1933, il est le premier directeur diocésain des Hôpitaux et Associations caritatives catholiques. En tant que directeur, il installe une fondation pour les nombreuses institutions catholiques caritatives au sein du diocèse. En 1930, Le Blond est l'un des délégués envoyés par les États-Unis à la la Conférence panaméricaine concernant le bien-être des enfants, se tenant à Lima, au Pérou. Il représente également le National Catholic Welfare Council lors des conférences internationales concernant l'assistance sociale à Paris, en France, en 1928, ainsi qu'à Francfort, en Allemagne, en 1932.

### Évêque de Saint Joseph
Le 21 juillet 1933, Le Blond est nommé quatrième évêque de Saint Joseph, dans le Missouri, par le pape Pie XI. Il est consacré évêque par l'évêque Joseph Schrembs (en) le 21 septembre 1933 avec comme co-consécrateurs James A. McFadden (en) et Thomas Charles O'Reilly (en). Le Blond s'intéresse au travail social, et est actif lors des campagnes annuelles de la Caisse de bienfaisance. En tant qu'évêque, le nombre de prêtres au sein du diocèse augmenta de 30%, et le nombre de fidèles faisant partie du diocèse s'élève à 3 000 catholiques. En raison de sa santé défaillante, en 1954, il reçoit l'évêque John Cody en tant qu'évêque coadjuteur afin de gérer les affaires quotidiennes du diocèse.

### Retraite
Après avoir gouverné le diocèse pendant plus d'une vingtaine d'années, Le Blond démissionne le 24 août 1956. Suite à son départ, le diocèse de Saint Joseph fusionne avec le diocèse de Kansas City et devient le diocèse de Kansas City-Saint Joseph.
Charles Hubert Le Blond décède le 30 décembre 1958 à l'Hôpital Saint-Joseph de la ville de Saint Joseph dans le Missouri, à l'âge de 75 ans. 

## Succession apostolique
Charles Hubert Le Blond a ordonné les évêques suivants :
- Évêque Charles Francis Buddy (1936)